# Santa Marta (Panama)
Santa Marta è un comune (corregimiento) della Repubblica di Panama situato nel distretto di Bugaba, provincia di Chiriquí. Si estende su una superficie di 30 km² e conta una popolazione di 3.679 abitanti (censimento 2010).  